# Les Grenouilles
Les Grenouilles (en grec ancien : Βάτραχοι / Bátrakhoi, litt. « grenouillesse » ; en latin : Ranae) est une comédie d'Aristophane représentée à Athènes aux fêtes Lénéennes de 405 av. J.-C. Elle obtient le premier prix et est représentée une seconde fois l'année suivante.

## Résumé
Excédé par la médiocrité des poètes athéniens du moment, le dieu Dionysos décide de se rendre aux Enfers, accompagné de son esclave Xanthias, pour chercher Euripide et le ramener parmi les vivants. Par mesure de précaution, il se déguise en Héraclès, puisque celui-ci a réussi à revenir vivant de l'au-delà. Après avoir envisagé les différents moyens d'accéder au monde des morts, revêtu le costume et fait quelques rencontres insolites (comme un mort qui préfère revivre plutôt que de faire le porteur), Dionysos et son esclave descendent au bord du Styx où le dieu du vin est obligé par Charon à se mettre à la rame, sous les chants du chœur composé de grenouilles.
Arrivé à destination, Dionysos-Héraclès est confronté à tous ceux qui, pour une raison ou une autre, ont eu maille à partir avec le vrai fils de Zeus, et par peur, passe son temps à changer de costume avec Xanthias plus courageux que lui. Enfin reçu par Hadès, Dionysos organise un long débat entre Eschyle et Euripide. Chacun des deux poètes défend les qualités de son œuvre par rapport à celle de l'autre, dans une longue discussion qui alterne arguments littéraires et injures.
Finalement, Dionysos pèse leurs vers avec une balance et ce sont les vers d'Eschyle, plus lourds, qui l'emportent : Dionysos modifie son projet initial de ramener Euripide, et ramène finalement Eschyle d'entre les morts, non sans emporter au passage quelques présents mortels à l'adresse de certains vivants athéniens.

## Analyse
Le sujet de la pièce est le rôle et les fonctions du poète. Le concours entre Eschyle et Euripide permet de questionner la fonction sociale du poète.

## Contexte de la pièce
La première représentation de cette pièce date de 405 av J.C. C’est un moment important dans l’histoire d’Athènes, car la cité est en péril. Athènes vient tout juste de perdre la guerre du Péloponnèse face à Sparte. Ce conflit se termine après 27 années de guerre. Alors que la ville d'Athènes était réputée pour sa flotte, celle-ci est détruite par Sparte qui impose d’ailleurs en 404 l’installation d’une oligarchie connue sous le nom des « Trente ». Dans cette pièce, Aristophane livre une critique de la société athénienne avec notamment l’introduction de la monnaie de bronze dans la cité, ce qui montre la décadence d’Athènes qui n’est plus en mesure de produire les fameuses chouettes d’argent.

## Analyse de la situation à Athènes
« Souvent il nous a semblé que cette cité procède avec les citoyens beaux et bons comme avec l’ancienne et la nouvelle monnaie. Nous ne nous servons pas pour notre usage des pièces anciennes, qui ne sont pas contrefaites (altérées) et qui sont les meilleures, à ce qu’il semble, de toutes, et les seules bien frappées et rendant un son pur, chez tous les Grecs et les Barbares. Nous utilisons ces méchantes pièces de bronze, frappées hier et avant-hier de la plus mauvaise manière. Ainsi en va-t-il pour les citoyens : ceux que nous savons de bonne naissance, raisonnables, justes, probes et honnêtes, formés aux exercices de la palestre, des chœurs et de la musique, ceux-là nous les outrageons et nous faisons servir à tous usages les pièces de bronze, je veux dire des étrangers, des roux, des vauriens fils de vauriens, nouveaux venus dont la cité n’eût pas voulu facilement, sans contrôle, même comme victimes expiatoires. »
Aristophane, Les Grenouilles, 405 av J.C 
v. 718-733.
L’introduction récente d’une monnaie de bronze à Athènes va être contestée par la plupart des Athéniens. En effet, Athènes était réputé pour faire circuler dans tout le bassin méditerranéen les fameuses chouettes d’argent, qui étaient acceptées partout et appréciées pour leur bon aloi, ainsi que leur juste poids. 
Athènes étant à la tête de la ligue de Délos, de nombreuses cités avaient renoncé à utiliser leur propre monnaie pour utiliser la monnaie athénienne. Cela a conféré à Athènes l’hégémonie maritime ainsi que l’hégémonie monétaire dans la Grèce centrale. On voit bien dans cet extrait comment Aristophane montre son désaccord avec l'introduction de la monnaie de bronze - avis qui était partagé par de nombreux citoyens athéniens.
La monnaie d’argent est perçue comme une bonne monnaie qui renvoie à un bon gouvernement et à la supériorité des Athéniens en général. Au contraire, la monnaie de bronze est perçue comme l'image de la décadence de la cité et renvoie « aux Barbares », qui ont inventé cette monnaie. 
Elle est donc associée à la fin de la guerre du Péloponnèse et à la défaite subie par Athènes.

## La loi dite de Gresham
Conceptualisée au XVIe siècle, cette loi stipule que la mauvaise monnaie chasse la bonne. Aristophane avait déjà pensé cette idée. Ici, la mauvaise monnaie de bronze va chasser la bonne monnaie d'argent car beaucoup vont préférer la thésauriser afin de la garder en attendant que la situation s’améliore. Cela va donc entraîner la circulation en masse de la monnaie de bronze au détriment de la monnaie d’argent.

## Aristophane et les réalités de son temps - l'exemple de la monnaie athénienne
De nombreux historiens se sont servi des pièces d’Aristophane pour avoir plus de précisions sur le fonctionnement monétaire d’Athènes, notamment l'introduction et le retrait de la monnaie de bronze, car il y a très peu d’informations sur le retrait de cette monnaie.
« -Et le décret sur les monnaies de bronze, ne te le rappelles-tu pas ? – Ce fut même un désastre pour moi que cette monnaie ! Car un jour que je revenais de vendre des raisins, je m’en retournai la bouche toute pleine de pièces de bronze, puis je m’en fus à l’agora pour acheter de la farine. Comme je présentais mon sac, le héraut cria : « Défense à quiconque d’accepter à l’avenir une pièce en bronze ; l’argent seul aura cours. »
Aristophane, L’Assemblée des femmes, v383/382
(v. 817-833)
Datée de 383, cette pièce nous informe qu’à ce moment-là, les monnaies de bronze ne sont plus acceptées comme monnaie à Athènes. Cela montre donc que l’argent seul a repris cours dans la cité.
C’était un moment délicat à Athènes, après le retour à la démocratie et la victoire de l’Athénien Conon à Cnide. Souhaitant probablement éviter une guerre civile (Stasis), le gouvernement a tout mis en œuvre pour bannir la monnaie de bronze au profit de la monnaie d’argent. 
La pièce d'Aristophane est donc une source importante pour comprendre la réalité monétaire d’Athènes, même si les datations précises restent difficiles à déterminer. En revanche, elle apporte des informations importantes sur la perception de la monnaie de bronze de la part des Athéniens et comment le gouvernement a voulu rapidement y mettre fin pour montrer qu’Athènes restait une cité importante.